# Kaiser Bräu
 (avril 2021).
Si vous disposez d'ouvrages ou d'articles de référence ou si vous connaissez des sites web de qualité traitant du thème abordé ici, merci de compléter l'article en donnant les références utiles à sa vérifiabilité et en les liant à la section « Notes et références ».
Kaiser Bräu est une brasserie à Neuhaus an der Pegnitz.

## Histoire
La brasserie est fondée en 1929. La production annuelle passe de 900 hl en 1939 à 10 000 en 1960, 100 000 en 1979 puis 200 000 en 2008. Les nouvelles installations de 1991 ont une capacité de production de 500 000 hl.

## Production
Les principaux clients sont les magasins discount et les magasins d'alimentation, mais aussi l'exportation.
Outre la pils et la weizen, la brasserie produit la Veldensteiner Landbier qui a pour logo le château de Veldenstein (de), vendue dans des bouteilles au bouchon mécanique.